# Stade Rabemananjara
Pour les articles homonymes, voir Rabemananjara.
Le Stade Jacques Rabemananjara est un complexe sportif situé à Mahajanga, au Nord-Ouest de Madagascar, principalement utilisé pour le football.
C'est le stade secondaire des Bareas de Madagascar. Il est aussi, depuis 2016, le stade où réside le club des Fosa juniors FC.

## Histoire
Avec ses 8 000 places, il est le cinquième plus grand stade de Madagascar, derrière le Stade de Mahamasina (22 000 places), le Stade d'Ampasambazaha (20 000 places), le Stade de la CNaPS (20 000 places) ainsi que celui de Barikadimy (15 000 places).